# Musikjahr 1803
Liste der Musikjahre

◄◄ | ◄ | 1799 | 1800 | 1801 | 1802 | Musikjahr 1803 | 1804 | 1805 | 1806 | 1807 | ► | ►►

Weitere Ereignisse
Dieser Artikel behandelt das Musikjahr 1803.

## Ereignisse
- 23. Januar: Die französische Gelehrtengesellschaft Académie des Beaux-Arts entsteht als eigenständiges Institut.

## Instrumental und Vokalmusik (Auswahl)
- Ludwig van Beethoven: Die 2. Sinfonie D-Dur, op. 36, wird am 5. April im Theater an der Wien in Wien uraufgeführt. Gleichzeitig wird auch Beethovens Klavierkonzert Nr. 3 c-Moll op. 37 mit dem Komponisten am Klavier erstmals gespielt. Es ist Prinz Louis Ferdinand von Preußen gewidmet. Im gleichen Jahr erscheinen u. a. noch folgende Beethoven Werke:  1. Violinromanze G-Dur op. 40; das Oratorium Christus am Ölberge und das geistliche Lied Die Ehre Gottes aus der Natur nach einem Gedicht von Christian Fürchtegott Gellert.
- Antonio Salieri: L’Oracolo für Soli, vierstimmigen Chor und Orchester; Gesù al limbo für Soli, vierstimmigen Chor und Orchester; Miserere nostri Es-Dur für vierstimmigen Chor und Orchester;
- François-Adrien Boieldieu: Quarto Duo für Harfe und Klavier
- Anton Eberl: Sinfonie in Es-Dur op. 33; Potpourri für Klavier, Klarinette und Violoncello op. 44; Sonate für Klavier und Violine D-Dur op. 20

## Musiktheater
- 13. Januar: Uraufführung der Oper Ma Tante Aurore ou Le Roman impromptu von François-Adrien Boieldieu in der Opéra-Comique in Paris.
- 29. Januar Uraufführung der Oper Ercole in Lidia von Johann Simon Mayr im Wiener Burgtheater.
- 15. Februar: Uraufführung der Oper Delphis et Mopsa von André-Ernest-Modeste Grétry an der Pariser Oper. Es ist das letzte veröffentlichte Bühnenwerk des Komponisten, der in seiner langen Zeit als Musiker rund 70 Bühnenwerke veröffentlichte.
- 01. März: Uraufführung der Oper Héléna von Étienne-Nicolas Méhul nach einem Libretto von Jean Nicolas Bouilly in der Opéra-Comique in Paris.
- 28. März: Uraufführung der Oper Proserpine von Giovanni Paisiello in Paris.
- 18. Juni: Uraufführung der Oper Le Baiser et la quittance ou Une aventure de garnison von François-Adrien Boieldieu in der Opéra-Comique in Paris.
- 20. August: Uraufführung der Oper Le finte rivali von Johann Simon Mayr an der Scala in Mailand.
- 04. Oktober: Die Ballett-Oper Anacréon, ou L’Amour fugitif (Anakreon oder Die flüchtige Liebe) von Luigi Cherubini wird an der Grand Opéra Paris uraufgeführt.
- 13. Dezember: Die Uraufführung der Oper Les Sabots et le cerisier von François-Joseph Gossec findet in Paris statt.
- 26. Dezember: Uraufführung der Oper Alonso e Cora von Johann Simon Mayr an der Scala in Mailand.

Weitere Uraufführungen
- Antonio Salieri: Palmira (deutsche Fassung der 1795 erschienenen Oper Palmira, regina di Persia)
- Johann Simon Mayr: Gl’intrighi amorosi (Oper) aufgeführt im Karneval 1803 in Parma
- Louis Emmanuel Jadin: Mahomet II (Oper in 3 Akten)
- Peter von Winter: La grotta di Calipso (Opera seria). Das Libretto stammt von Lorenzo da Ponte. Die Uraufführung erfolgt in London.

## Geboren

### Geburtsdatum gesichert
- 15. Januar: Heinrich Daniel Rühmkorff, deutscher Mechaniker, Instrumentenbauer († 1877)
- 18. Januar: Johann Petzmayer, deutscher Zitherspieler († 1884)
- 20. Februar: Friedrich Theodor Fröhlich, Schweizer Komponist († 1836)
- 02. April: Franz Lachner, deutscher Komponist († 1890)
- 12. April: Anton Wilhelm von Zuccalmaglio, deutscher Dichtermusiker († 1869)
- 29. April: Carl Gottlob Abela, deutscher Musiker († 1841)
- 07. Mai (getauft): Louiza Johanna Majofski, niederländische Sängerin und Schauspielerin († 1874)
- 12. Mai: Alexandre Montfort, französischer Komponist († 1856)
- 20. Mai: Gustav Nauenburg, deutscher Theologe, Sänger, Schriftsteller, Musikpädagoge, Musikkritiker und Enzyklopädist († 1875)
- 24. Juni: George J. Webb, US-amerikanischer Organist und Komponist († 1887)
- 24. Juli: Adolphe Adam, französischer Opern- und Ballettkomponist († 1856)
- 25. August: Ferdinand Stegmayer, österreichischer Kapellmeister und Komponist († 1863)

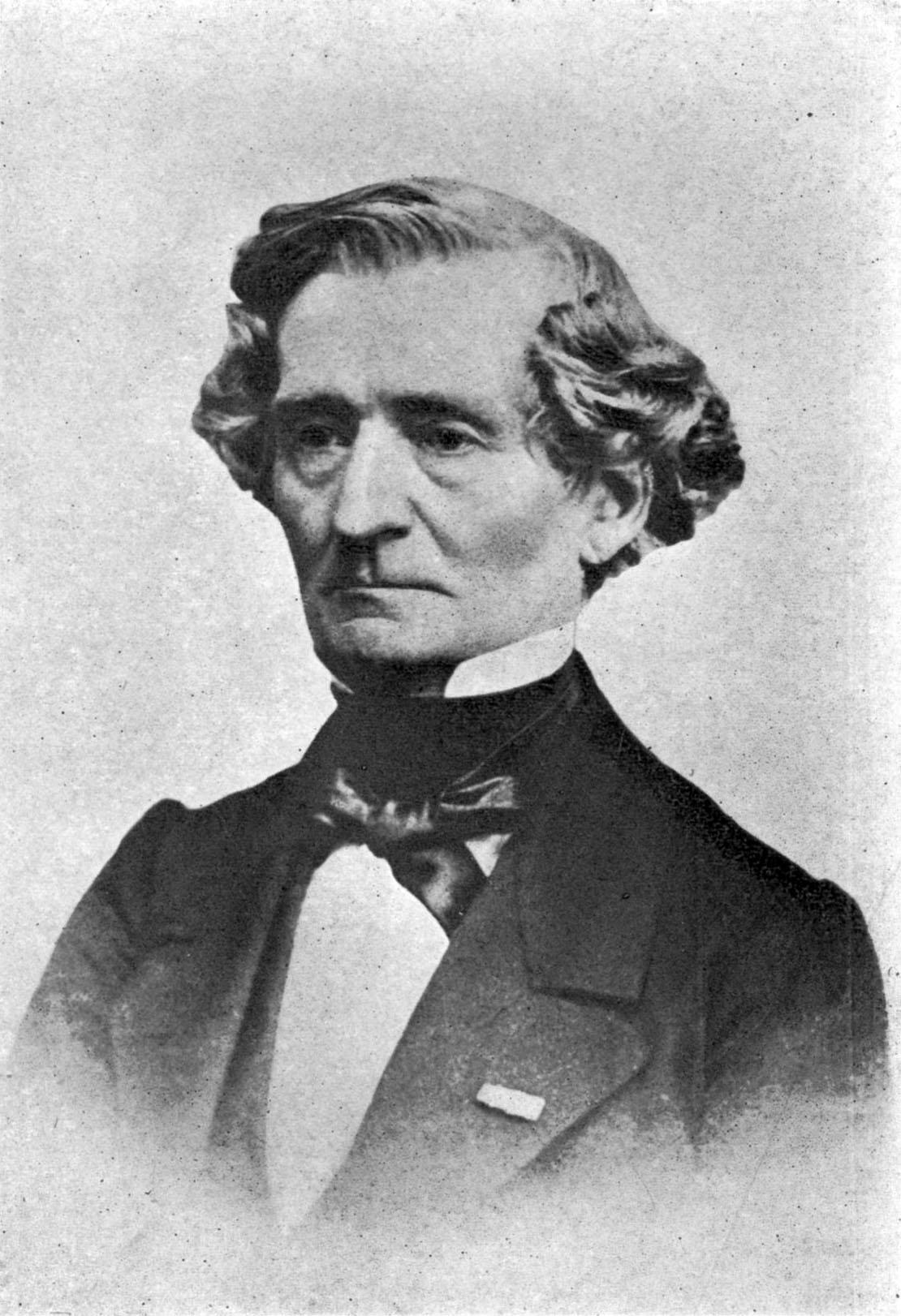
Hector Berlioz; * 11. Dezember

- 03. September: Alexander Lwowitsch Guriljow, russischer Komponist († 1858)
- 23. September: Jean Désiré Montagney Artôt, belgischer Hornist († 1887)
- 15. Oktober: Camille Durutte, französischer Musiktheoretiker und Komponist († 1881)
- 18. Oktober: Therese Devrient, deutsche Schriftstellerin und Sängerin († 1882)
- 29. November: Gottfried Semper, deutscher Architekt, Erbauer der Semperoper († 1879)
- 11. Dezember: Hector Berlioz, französischer Komponist († 1869)
- 24. Dezember: Karl Ludwig Drobisch, deutscher Komponist († 1854)

### Genaues Geburtsdatum unbekannt
- Johann Krall, österreichischer Komponist, Dirigent und Arrangeur († 1883)
- Georg Müller, österreichischer Komponist und Kirchenmusiker († 1863)

## Gestorben

### Todesdatum gesichert
- 02. Januar: Ignaz von Beecke, deutscher Komponist und Pianist (* 1733)
- 16. Februar: Giovanni Punto, böhmischer Hornist, Violinist und Komponist (* 1746)
- 30. März: Viktorín Ignác Brixi, böhmischer Komponist, Pianist und Organist (* 1716)

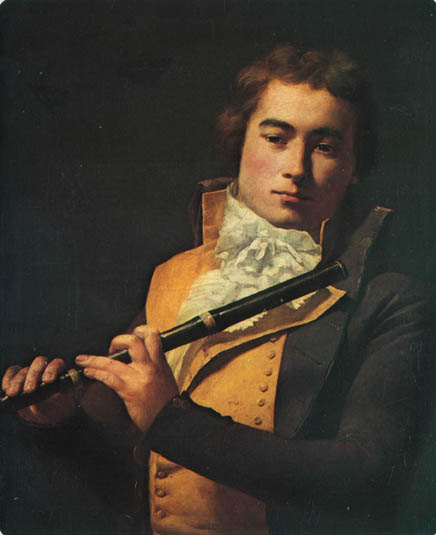
François Devienne; † 5. September

- 15. April: Jeroným Brixi, böhmischer Organist, Kantor und Komponist (* 1738)
- 27. Mai: Friedrich Karl Lippert, deutscher Sänger und Schriftsteller (* 1758)
- 14. Juli: Esteban Salas y Castro, kubanischer Komponist und Kirchenmusiker (* 1725)
- 05. September: François Devienne, französischer Flötist (* 1759)
- 17. September: Franz Xaver Süßmayr, österreichischer Komponist; Schüler von Antonio Salieri (* 1766)
- 00. Oktober: Ulrich Achter, deutscher Violinist und Komponist (* 1777)
- 28. November: Tobias Friedrich Pfeiffer, deutscher Sänger, Oboist, Pianist, Komponist und Musikpädagoge (* 1756)

### Genaues Todesdatum unbekannt
- Johann Christoph Kellner, deutscher Organist und Komponist (* 1736)